# Кейп-Вінсент (селище, Нью-Йорк)
Кейп-Вінсент (англ. Cape Vincent) — селище (англ. village) в США, в окрузі Джефферсон штату Нью-Йорк. Населення — 699 осіб (2020).

## Географія
Кейп-Вінсент розташований за координатами 44°7′23″ пн. ш. 76°19′51″ зх. д. / 44.12306° пн. ш. 76.33083° зх. д. (44.123110, -76.330707).  За даними Бюро перепису населення США в 2010 році селище мало площу 1,94 км², з яких 1,87 км² — суходіл та 0,06 км² — водойми.

## Демографія
Згідно з переписом 2010 року, у селищі мешкало 726 осіб у 348 домогосподарствах у складі 200 родин. Густота населення становила 375 осіб/км².  Було 506 помешкань (261/км²).
Расовий склад населення:
| - 97,4 % — білих - 0,4 % — чорних або афроамериканців - 0,1 % — вихідців з тихоокеанських островів |

До двох чи більше рас належало 1,2 %. Частка іспаномовних становила 2,3 % від усіх жителів.
За віковим діапазоном населення розподілялося таким чином: 19,1 % — особи молодші 18 років, 57,5 % — особи у віці 18—64 років, 23,4 % — особи у віці 65 років та старші. Медіана віку мешканця становила 47,9 року. На 100 осіб жіночої статі у селищі припадало 92,6 чоловіків;  на 100 жінок у віці від 18 років та старших — 92,5 чоловіків також старших 18 років.
Середній дохід на одне домашнє господарство  становив 59 333 долари США (медіана — 47 188), а середній дохід на одну сім'ю — 77 643 долари (медіана — 70 000). Медіана доходів становила 44 750 доларів для чоловіків та 43 750 доларів для жінок. За межею бідності перебувало 6,5 % осіб, у тому числі 3,4 % дітей у віці до 18 років та 2,5 % осіб у віці 65 років та старших.
Цивільне працевлаштоване населення становило 237 осіб. Основні галузі зайнятості: публічна адміністрація — 23,6 %, освіта, охорона здоров'я та соціальна допомога — 22,8 %, роздрібна торгівля — 13,9 %, мистецтво, розваги та відпочинок — 8,4 %.